# Парфет Хакизимана
Парфет Хакизимана (енгл. Parfait Hakizimana; 1988) је бурундијски паратеквондиста који тренутно живи у Руанди. Представљао је избеглички тим на Летњим параолимпијским играма 2020. до 61 килограм.

## Биографија
Рођен је 1988. године у Бурундију, одрастао је у кампу за избеглице. Када је имао осам година у току напада је погођен у руку и убијена му је мајка. Отац га је одвео у болницу где се опорављао две године. Када је имао шеснаест година почео је да тренира теквондо, а касније је основао и клуб. Када је имао двадесет година отац му је погинуо на мотору и тада је одлучио да напусти племенски сукоб у Бурундију. Емигрирао је у Руанду где је живео у избегличком кампу Махама и држао је часове борилачких вештина. Године 2017. је почео да се такмичи, а тренер му је била прва жена главни тренер теквондо репрезентације. Године 2021. је отпутовао у Кигали како би тренирао. У јуну исте године је изабран да представља избеглице на Летњим параолимпијским играма 2020. заједно са Алијом Исом, параолимпијским пливачем Ибрахимом Ал Хусеином, америчким пливачем Абазом Каримијем, сиријским кануистом Енесом Ал Халифом и бацачем диска Шахрадом Насајпуром, предводила их је Илеана Родригез. Изјавио је да жели да освоји медаљу и врати се у избеглички камп где живи са ћерком, међутим се повукао због повреде.